# DeMarco Murray
DeMarco Murray (nascido em 12 de fevereiro de 1988) é um ex-jogador de futebol americano que jogava como running back e jogou sete temporadas na National Football League (NFL). 
Ele jogou futebol americano universitário na Universidade de Oklahoma e foi selecionado pelo Dallas Cowboys na terceira rodada do Draft da NFL de 2011. Ele também jogou no Philadelphia Eagles e no Tennessee Titans. 
Ele foi selecionado três vezes para o Pro Bowl e foi eleito o Jogador Ofensivo do Ano de 2014.

## Carreira na escola secundária
Murray freqüentou a Bishop Gorman High School, em Las Vegas, Nevada, onde jogou futebol americano, basquete e praticou atletismo. No futebol americano, ele foi uma escolha All-Conference em três anos consecutivos. 
Durante seu tempo em Gorman, sua equipe foi três vezes campeã de conferência. Como veterano em 2005, ele correu para 1.947 jardas e 27 touchdowns e também pegou 22 passes para 624 jardas e mais sete touchdowns, ganhando prêmios All-state e o prêmio de Melhor Jogador do Ano da Sunset Region 2005. 
Ele também jogou basquete em Gorman, com média de 6,9 pontos por jogo e levou seu time a um título estadual de 2005, ele foi considerado um dos 30 melhores recrutas de basquete do estado. 
No atletismo, Murray correu na prova de 100 metros e foi um membro do time do revezamento 4x100 metros. 
Considerado um dos melhores running backs de sua classe, Murray recebeu ofertas de Miami (FL), Penn State e Texas A&M, entre vários outros. Ele escolheu a Universidade de Oklahoma depois do All-American Army All-American Bowl de 2006.

## Carreira na Faculdade

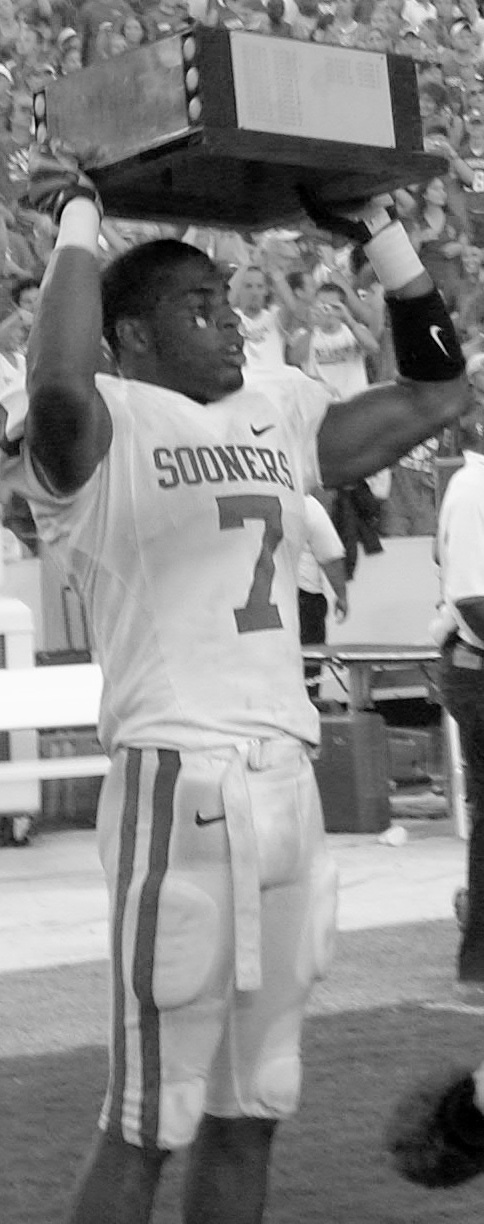
Murray com o Oklahoma Sooners em 2007

Murray jogou futebol americano universitário no Oklahoma Sooners de 2006 a 2010.
Em seu primeiro jogo no Oklahoma Sooners em 1 de setembro de 2007 contra North Texas, Murray correu para 87 jardas e cinco touchdowns, tornando-se o primeiro jogador na história da escola a marcar quatro touchdowns em sua estréia. 
Em 15 de setembro de 2007, contra Utah State, Murray estabeleceu um recorde quando teve um touchdown de 92 jardas, que é o terceiro mais longo na história do futebol de Oklahoma. 
No jogo contra Tulsa, ele teve dois touchdowns terrestres e um touchdown em um retorno de chute. No jogo anual contra o rival Texas, ele terminou com 128 jardas correndo e um touchdown terrestres. Em 10 de novembro, contra Baylor, ele teve 95 jardas, três touchdowns e um touchdown em um retorno de chute. 
No geral, ele terminou a temporada de 2007 com 764 jardas e empatou o recorde de touchdown de um novato que pertencia a Adrian Peterson em 2007, com 15.
Murray começou a temporada de 2008 com 124 jardas e dois touchdowns contra Chattanooga Mocs. Em 12 de setembro, contra Washington, ele teve 100 jardas durante a vitória. Em 4 de outubro, contra Baylor, ele teve 96 jardas e dois touchdowns terrestres. Em 18 de outubro, contra Kansas, ele teve 83 jardas e dois touchdowns terrestres. No jogo seguinte contra Kansas State, ele teve 104 jardas e dois touchdowns terrestres além de 63 jardas e dois touchdowns de recepção. No jogo seguinte, contra Nebraska, ele teve mais dois touchdowns terrestres e mais uma recepção para touchdown. No jogo contra Texas A&M, ele teve 123 jardas, 63 jardas de recepção e uma recepção para touchdown. Em 22 de novembro, ele teve 125 jardas e dois touchdowns contra Texas Tech. No jogo anual contra o rival, Oklahoma State, ele teve 73 jardas e um touchdown terrestre junto com sete retornos de chute para 196 jardas. 
No geral, ele terminou a temporada de 2008 com 1.002 jardas e 14 touchdowns terrestres além de 31 recepções para 395 jardas e quatro touchdowns.
No segundo jogo da temporada de 2009, Murray teve 101 jardas e dois touchdowns contra Idaho State. Em 10 de outubro, contra Baylor, ele teve 107 jardas em 24 corridas. No jogo seguinte, contra Texas, ele teve oito recepções para 116 jardas. No jogo seguinte, ele teve 62 jardas e dois touchdowns terrestres além de 28 jardas e um touchdown de recepções contra Kansas State. Em 14 de novembro, contra Texas A&M, ele teve um desempenho estelar com 80 jardas terrestre além de cinco recepções para 140 jardas e dois touchdowns. Em 28 de novembro, contra Oklahoma State, ele teve 72 jardas e dois touchdowns terrestres. 
No geral, ele terminou a temporada de 2009 com 705 jardas e oito touchdowns terrestres além de 41 recepções para 522 jardas e quatro touchdowns.
Murray começou a temporada de 2010 com um forte desempenho de 208 jardas e dois touchdowns contra Utah State. No jogo seguinte contra Florida State, ele teve 51 jardas e dois touchdowns. No jogo seguinte contra Air Force, ele registrou 110 jardas e seu terceiro jogo consecutivo com dois touchdowns terrestres. Além disso, ele teve cinco recepções para 38 jardas e um touchdown. Depois de ter 67 jardas e um touchdown contra Cincinnati, ele teve 115 jardas e dois touchdowns contra Texas. 
Em 16 de outubro de 2010, com 112 jardas e dois touchdowns contra o Iowa State, Murray ultrapassou Steve Owens para se tornar o líder de todos os tempos na Universidade de Oklahoma, com 58 touchdowns. Em 20 de novembro, contra Baylor, ele teve 62 jardas terrestre além de seis recepções para 120 jardas e um touchdown. 
Em seu último jogo colegial, ele teve 93 jardas e um touchdown contra Connecticut no Fiesta Bowl. Ele terminou sua última temporada com o Sooners, com 1.214 jardas e 15 touchdowns terrestres além de 71 recepções para 594 jardas e cinco touchdowns.
Ele terminou sua carreira na faculdade com 65 touchdowns, tornando-se o quinto jogador na história da conferência Big 12 a marcar pelo menos 60 touchdowns.
Murray teve 3.685 jardas terrestre na carreira (média de 4,86) com 50 touchdowns, 157 recepções para 13 touchdowns e 1.462 jardas de retorno de chute com dois touchdowns. Murray foi quatro vezes selecionado para o Academic All-Big 12 durante sua carreira e se formou em Oklahoma com um diploma em comunicação.

### Estatísticas da Faculdade
| Estatísticas da Carreira na NCAA |           |           |          |          |          |          |          |           |           |           |           |           |            |            |            |            |         |          |
| Temporada                        | Temporada | Temporada | Correndo | Correndo | Correndo | Correndo | Correndo | Recebendo | Recebendo | Recebendo | Recebendo | Recebendo | Retornando | Retornando | Retornando | Retornando | Fumbles | Fumbles  |
| Ano                              | Time      | Jogos     | Ten      | Jds      | Média    | Long     | TD       | Rec       | Jds       | Média     | Long      | TD        | KR         | Jds        | Média      | TD         | Fum     | Perdidos |
| 2007                             | Oklahoma  | 11        | 127      | 764      | 6,0      | 92       | 13       | 14        | 60        | 4,3       | 25        | 0         | 15         | 439        | 29,3       | 2          | 0       | 0        |
| 2008                             | Oklahoma  | 13        | 179      | 1 002    | 5,6      | 70       | 14       | 31        | 395       | 12,7      | 34        | 4         | 28         | 774        | 27,6       | 0          | 0       | 0        |
| 2009                             | Oklahoma  | 12        | 171      | 705      | 4,1      | 38       | 8        | 41        | 522       | 12,7      | 67        | 4         | 0          | 0          | 0,0        | 0          | 0       | 0        |
| 2010                             | Oklahoma  | 14        | 282      | 1 214    | 4,3      | 63       | 15       | 71        | 594       | 8,4       | 76        | 5         | 10         | 249        | 24,9       | 0          | 0       | 0        |
| Careira                          | Careira   | 40        | 759      | 3 685    | 5,0      | 92       | 50       | 157       | 1 571     | 10,0      | 76        | 13        | 53         | 1 462      | 27,6       | 2          | 0       | 0        |

### Recordes da Universidade de Oklahoma
- Ex-líder de todos os tempos em pontos marcados (390); superado pelo kicker Michael Hunnicutt em 2014
- Líder de todos os tempos em touchdowns (65)
- Líder de todos os tempos em jardas totais (6,718)
- Líder de todos os tempos em jardas recebidas como running back (1,571)
- Líder de todos os tempos em média de retorno de kickoff (27.6)

## Carreira Profissional
| Altura                           | Peso  | Comprimento do braço | Tamanho da mão | Corrida de 40 jardas | Corrida de 10 jardas | Corrida de 20 jardas | 20-ss  | 3-cone | Salto Vertical | Amplo  | BP            |
| -------------------------------- | ----- | -------------------- | -------------- | -------------------- | -------------------- | -------------------- | ------ | ------ | -------------- | ------ | ------------- |
| 1.82 m                           | 97 kg | 0,81 m               | 0,23 m         | 4.43 s               | 1.55 s               | 2.60 s               | 4.18 s | 7.28 s | 0.88 m         | 3.15 m | 21 repetições |
| Todos os valores da NFL Combine. |       |                      |                |                      |                      |                      |        |        |                |        |               |

### Dallas Cowboys
Murray foi selecionado na terceira rodada (71º no geral) do Draft de 2011 pelo Dallas Cowboys. Murray foi o sexto running back escolhido no draft de 2011. Murray assinou um contrato de quatro anos com os Cowboys no valor de US $ 2,97 milhões, incluindo um bônus de assinatura no valor de US $ 622.000.

#### Temporada de 2011
Murray começou sua temporada de estreia como o terceiro running back da equipe, atrás de Felix Jones e Tashard Choice. Da semana 1 até a semana 4, Murray teve 14 corridas para 39 jardas (2,78 de média) e acrescentou três recepções para 16 jardas. 
Em 16 de outubro, os Cowboys viajaram até o Gillette Stadium para enfrentar o New England Patriots. Felix Jones teve uma entorse no tornozelo, o que aumentou o tempo de jogo de Murray. Ele terminou o dia com 11 corridas para 34 jardas e acrescentou 1 recepção para 7 jardas.
Com os Cowboys tendo um recorde de 2-3, os Cowboys enfrentaram o St. Louis Rams na semana 7. A equipe declarou Tashard Choice como a primeira escolha para o jogo e Murray como a segunda. Murray correu para 253 jardas em 25 corridas nesse jogo quebrando o recorde de Emmitt Smith de um running back dos Cowboys fazendo 237 jardas. O recorde incluiu um touchdown de 91 jardas no primeiro quarto que foi a corrida mais longa da temporada de 2011 e foi o segundo touchdowns mais longo na história dos Cowboys, atrás de um TD de 99 jardas de Tony Dorsett em janeiro de 1983. Entre os outros recordes que ele estabeleceu durante este jogo está: o recorde de melhor jogo feito por um novato, anteriormente realizado por Tony Dorsett (206 jardas em 1977), 10,1 jardas de média são a maior média com 20 ou mais tentativas de um jogo na história da franquia, anteriormente detido por Tony Dorsett (8,96 em 1977), o 10º maior número de jardas em um jogo na história da liga, o segundo maior número de jardas em um jogo por um novato na história da liga, segundo touchdown mais longo no primeiro jogo como titular da carreira de um jogador na história da liga e o de mais jardas terrestres por um running back em um jogo contra os Rams (Los Angeles e St. Louis). Murray ganhou o prêmio de Novato da Semana por esse jogo. 
Após o jogo de St. Louis Rams, Tashard Choice foi dispensado deixando a equipe com apenas dois running backs, o novato Phillip Tanner e Murray, com Felix Jones ainda afastado devido a uma lesão.
Murray teve seu primeiro jogo como titular de sua carreira contra os Eagles na semana 8. Nas Semanas 8 e 9, Murray teve 30 corridas para 213 jardas (média de 7.1) e 5 recepções para 45 jardas. Com seu segundo jogo de 100 jardas terrestres da temporada, Murray tornou-se o primeiro jogador dos Cowboy desde Julius Jones em 2004 a ter mais de 100 jardas terrestres como novato. Com 466 jardas nos últimos três jogos, Murray igualou Eric Dickerson no quinto lugar na lista de mais jardas por um novato da NFL durante um período de três jogos. O recorde é de 577 jardas estabelecido por Mike Anderson do Denver Broncos em 2000. As 466 jardas do período de três jogos são as maiores por qualquer jogador dos Cowboys, ultrapassando as 446 jardas de Emmitt Smith durante sua temporada de MVP de 1993.
Da semana 10 a semana 13, Murray teve um total de 79 corridas para 333 jardas (4,21 de média) e acrescentou 16 recepções para 109 jardas e um touchdown, os Cowboys tiveram um registro nesse periodo de 3-1. Na semana 10 contra o Buffalo Bills, Murray teve um fumble pela primeira vez em sua carreira profissional, embora o fumble tenha sido recuperado pelo próprio Murray. 
Na semana 14 contra o New York Giants, Murray carregou a bola por 5 vezes para 25 jardas e acrescentou uma recepção de 6 jardas antes de ter o seu tornozelo direito fraturado e uma entorse no tornozelo que terminou sua temporada. Murray foi nomeado Novato do Mês da NFL pelo mês de novembro.
No final da temporada de 2011, Murray liderou todos os novatos da NFL (com 40 ou mais corridas) em média por tentativa (5,5 por tentativa), jardas por jogo (69,0 jardas) e jardas (897 jardas) em 164 corridas (segunda maior marca entre os novatos, Daniel Thomas teve 165). Murray empatou em terceiro lugar entre os novatos em touchdowns terrestres com 2, ele também foi o 14º em recepções entre todos os novatos e o 2º entre os running backs novatos com 26 recepções. Ele também foi 4º em jardas de recepção entre novatos com 183. As 897 jardas de Murray ficaram em 22º lugar entre todos os running backs da NFL e 9º na NFC.

#### Temporada de 2012

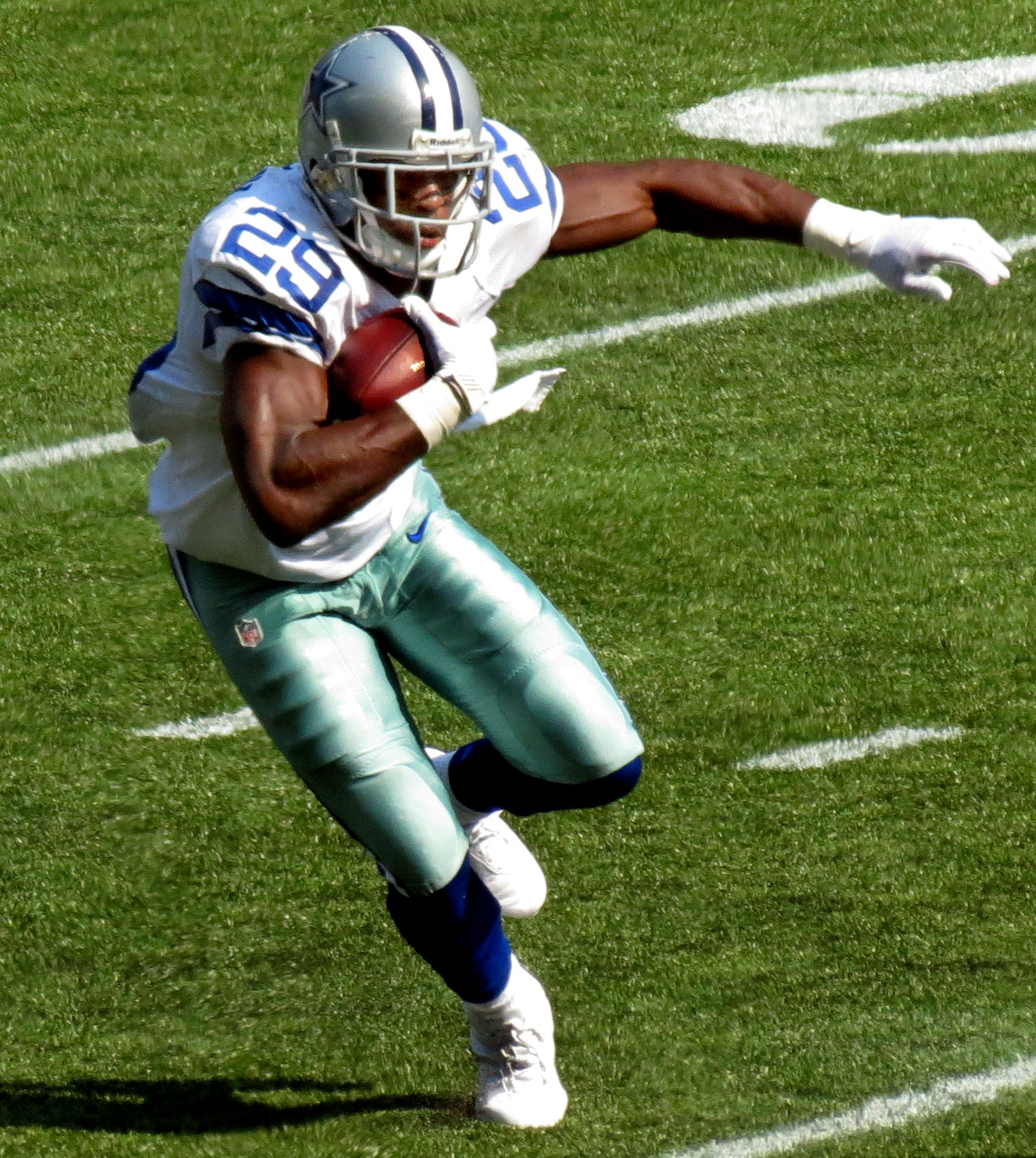
Murray contra o Seahawks em 2012

Murray começou a temporada de 2012 com 131 jardas em uma vitória por 24-17 sobre o New York Giants. Durante a semana 6 contra o Baltimore Ravens, Murray correu para 93 jardas em 14 corridas antes de sofrer uma torção no pé. Ele perdeu seis jogos por causa dessa lesão.
Na semana 13, após retornar de lesão, Murray correu para 83 jardas e um touchdown em 23 corridas contra o Philadelphia Eagles.
Na semana 14 contra o Cincinnati Bengals, Murray registrou seu terceiro touchdown do ano, enquanto correu para apenas 53 jardas em 21 tentativas. Isso marcou o oitavo jogo consecutivo em que os Cowboys venceram com Murray correndo com a bola 20 ou mais vezes.
Apesar de ter jogado em apenas 10 partidas, Murray terminou a temporada com 161 corridas para 663 jardas e uma média de 4,1 jardas por tentativa. Ele também teve 251 jardas de recepção em 35 recepções. Ele teve quatro touchdowns na temporada de 2012.

#### Temporada de 2013
Murray começou a temporada de 2013 com 86 jardas contra o New York Giants e 25 jardas contra o Kansas City Chiefs na semana 2. Na semana 3, foi a segunda vez que Murray jogou contra o St. Louis Rams, ele registrou 175 jardas em 26 corridas e 28 jardas em 3 recepções. Isto marcou a segunda vez em que ele correu para mais de 175 jardas contra a defesa de St. Louis.
No jogo da semana 6 contra o Washington Redskins, Murray sofreu uma lesão do Ligamento colateral medial e perdeu os dois jogos seguintes. O novato Joseph Randle ficou com o lugar de Murray, porque o segundo running back, Lance Dunbar, também estava lutando contra uma lesão.
Retornando de lesão na semana 9, ele correu apenas 4 vezes para 31 jardas. Apesar de não ter muitas oportunidades neste jogo, 61% de suas jardas vieram da segunda metade da temporada.

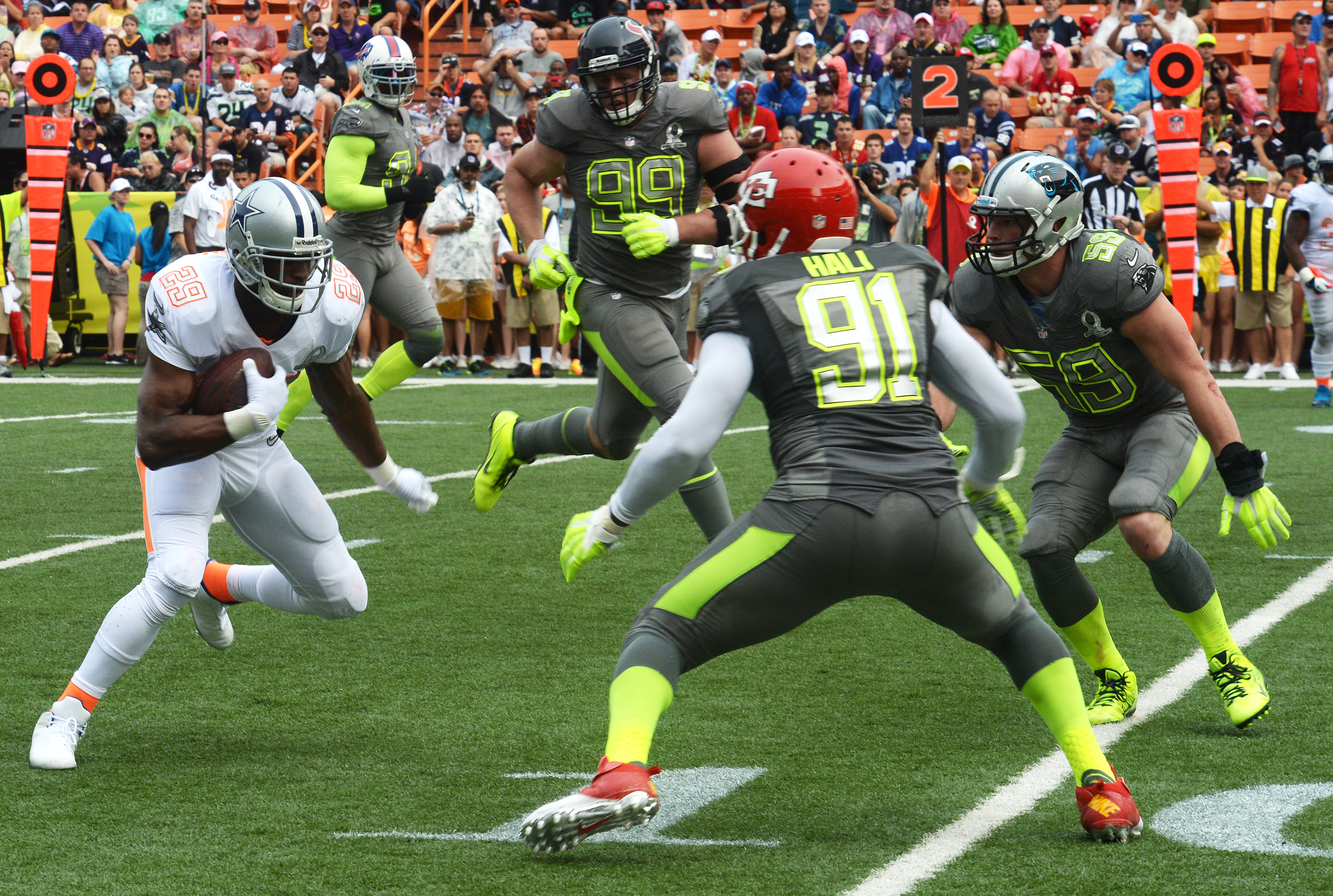
Murray no Pro Bowl de 2014

Após o último jogo da temporada, Murray foi multado em $ 21.000 por violar uma regra durante uma colisão com Damion Square.
Murray terminou a temporada em 11º em jardas totais com 1471. Ele teve 217 corridas para 1.121 jardas e 9 touchdowns. Suas 5,2 jardas por tentativa foram as mais importantes no campeonato entre os jogadores com 150 ou mais tentativas. Ele também registrou 53 recepções para 350 jardas e um touchdown.
Murray substituiu o lesionado Frank Gore no Pro Bowl de 2014. Isso marcou seu primeiro Pro Bowl desde que ingressou na liga em 2011. Ele teve quatro corridas para 25 jardas e pegou quatro passes para 37 jardas. Ele foi classificado em 87º por seus colegas jogadores no NFL Top 100 Players de 2014.

#### Temporada de 2014
Em 2014, os Cowboys entraram no ano com muitas questões e dúvidas sobre seu futuro. Na temporada de 2014, Murray e uma linha ofensiva melhorada ajudaram a equipe a encontrar uma nova identidade.
Nos primeiros oito jogos, Murray quebrou o recorde de 1958 de Jim Brown para mais jogos consecutivos de 100 jardas em um começo de temporada. Dada ao seu histórico de lesões, a equipe considerou limitar sua carga de trabalho, mas ele era parte integrante do sucesso do ataque e os Cowboys não podiam reduzir seu tempo de jogo.
Na semana 1, Murray teve 118 jardas e um touchdown contra o San Francisco 49ers. Ele seguiu com 167 jardas e um touchdown contra o Tennessee Titans. No jogo seguinte, contra o St. Louis Rams, ele teve 100 jardas e um touchdown na vitória por 34-31. Na semana 4, contra o New Orleans Saints, ele teve 149 jardas e dois touchdowns para seu quarto jogo consecutivo com touchdown. No jogo seguinte, contra o Houston Texans, ele teve 136 jardas na vitória por 20-17. No jogo seguinte, uma vitória por 30-23 sobre o Seattle Seahawks, ele teve 115 jardas e um touchdown. No jogo seguinte, contra o rival da NFC East, New York Giants, ele teve 128 jardas e um touchdown na vitória por 31-21. 
No jogo seguinte, a sequência de vitórias dos Cowboys terminou quando os Washington Redskins os derrotaram por 20-17. Murray teve 141 jardas terrestres e 80 jardas de recepção. No jogo seguinte, uma derrota de 28-17 para o Arizona Cardinals, ele teve 79 jardas, foi a primeira vez na temporada que ele não teve 100 jardas. Nos três jogos seguintes, ele se recuperou com 100 jardas contra o Jacksonville Jaguars, 121 jardas contra o New York Giants e 73 jardas e um touchdown contra o Philadelphia Eagles. Em 4 de dezembro, em uma vitória por 41-28 sobre o Chicago Bears, ele teve 179 jardas e um touchdown.
Na semana 15 contra o Philadelphia Eagles, ele quebrou a mão esquerda e teve que fazer uma cirurgia no dia seguinte. Fortemente enfaixado, ele jogou na semana seguinte contra o Indianapolis Colts. Na semana 17, com a mão ainda enfaixada, ele correu para 100 jardas e passou o recorde de mais jardas em uma única temporada dos Cowboys de Emmitt Smith com 1.845 jardas. Apesar de ter grande sucesso e estar brigando pelo prêmio de MVP da liga, ele lutou contra problemas desastrados, que incluíram um fumble fundamental na derrota nos playoffs contra o Green Bay Packers. Murray ganhou o prêmio de Melhor Jogador Ofensivo do Ano da NFL no final da temporada.
Murray estabeleceu o recorde da franquia de uma única temporada com 12 jogos correndo para mais de 100 jardas e passou Walt Garrison para o sétimo lugar na lista de todos os tempos dos Cowboys. Ele também terminou a temporada como o maior recebedor da liga. 
Ele foi nomeado pro First Team All-Pro e pro seu segundo Pro Bowl, enquanto teve sua segunda temporada consecutiva de 1.000 jardas. Ele foi classificado em quarto lugar por seus companheiros jogadores na lista dos 100 melhores jogadores da NFL de 2015.

### Philadelphia Eagles

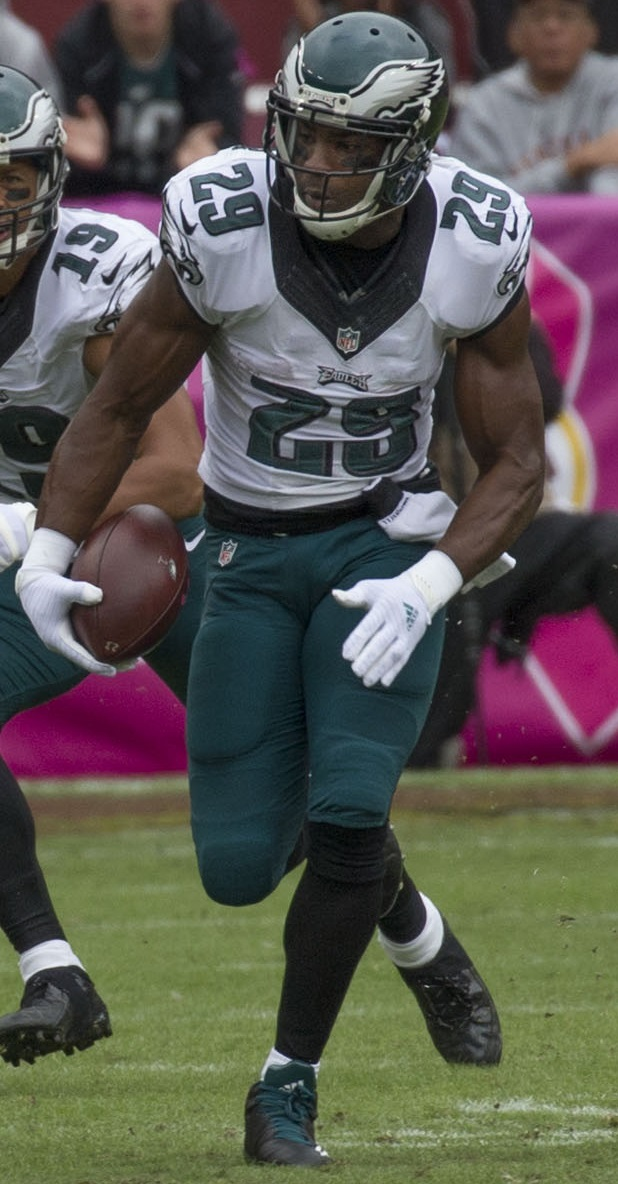
Murray com os Eagles em 2015

Em 9 de março de 2015, foi relatado na mídia que Frank Gore havia concordado em princípio com um contrato com o Philadelphia Eagles para substituir LeSean McCoy, que foi recentemente negociado com o Buffalo Bills. No entanto, no dia seguinte, Gore assinou com o Indianapolis Colts.
Após este revés, a equipe chegou a um acordo com Ryan Mathews para um contrato de três anos. No entanto, os Eagles rapidamente voltaram sua atenção para a contratação do atual campeão de corridas da NFL, DeMarco Murray, que ainda estava disponível como agência livre. Em 12 de março, ele concordou com um contrato no valor de US $ 42 milhões por cinco anos, juntando-se ao seu ex-colega de faculdade, o quarterback Sam Bradford.
Em seu primeiro jogo com os Eagles, Murray marcou dois touchdowns, uma em corrida de oito jardas e uma em uma recepção de cinco jardas. Ele recebeu críticas porque correu oito vezes para apenas nove jardas, enquanto conseguiu quatro passes para 11 jardas. 
Na semana 2 contra seu ex-time, o Dallas Cowboys, ele foi detido novamente, correndo para duas jardas em 13 corridas e pegando cinco passes para 53 jardas em uma derrota por 20-10. A performance de Murray na semana 2 marcou o menor número de jardas nos dois primeiros jogos disputados por um defensor da marca de maior corredor desde Doug Russell, do Chicago Cardinals, em 1936.
Murray não jogou na semana 3 devido a uma lesão no tendão, enquanto Mathews fez 108 jardas e Darren Sproles marcou 2 touchdowns. Apesar do sucesso de Mathews, Murray foi nomeado o titular em um confronto contra Washington Redskins. Ele teve uma corrida de 30 jardas no primeiro quarto, mas terminou o jogo com 8 corridas para 36 jardas. Em 19 de outubro, em uma vitória por 27-7 sobre o New York Giants, Murray correu para 109 jardas e um touchdown em 22 corridas, que acabou por ser o seu único jogo de 100 jardas da temporada.
Com o passar das semanas, Murray ficou cada vez mais frustrado com a linha ofensiva não gerando os espaços para ele correr, sendo ele obrigado a correr frequentemente para a lateral.
No jogo da Semana 13 contra o New England Patriots, Murray registrou 8 corridas para 24 jardas no jogo, enquanto Sproles registrou 66 jardas em 15 corridas e 34 jardas em 4 recepções. 
Murray supostamente teve uma conversa com o proprietário Jeffrey Lurie sobre o seu papel no ataque durante o vôo de volta para a Filadélfia. Murray terminou como o terceiro running back da equipe tendo apenas oito snap com duas corridas contra o Arizona Cardinals. Em um confronto da semana 16 contra os Redskins (5 corridas para 27 jardas e um touchdown), ele teve um fumble que foi retornado para um touchdown.
No último jogo da temporada, o treinador Chip Kelly foi demitido e o coordenador ofensivo Pat Shurmur tornou-se o treinador interino. Murray correu para um touchdown de 54 jardas em seu primeiro carregamento e terminou o jogo com uma média de 5,8 jardas, a maior do ano. Murray terminou o ano com apenas 702 jardas e teve apenas dois jogos com mais de 20 corridas, sua menor produção desde 2012.

### Tennessee Titans

#### Temporada de 2016
Em 9 de março de 2016, Murray foi negociado com o Tennessee Titans junto com a escolha da quarta rodada do Draft de 2016, em troca da escolha da quarta rodada do Draft de 2016.
Na abertura da temporada contra o Minnesota Vikings, ele teve 42 jardas terrestres, 35 jardas de recepção e dois touchdowns na derrota por 25-16. Na semana 3 contra o Oakland Raiders, Murray teve 114 jardas e um touchdown. No jogo seguinte contra o Houston Texans, Murray teve 95 jardas e dois touchdowns. No jogo seguinte contra o Miami Dolphins, ele teve 121 jardas. Após o jogo contra os Dolphins, Murray teve 6 jogos seguidos com um touchdown e correu para mais de 100 jardas em três deles.
Murray teve 1.287 jardas em 293 corridas em seu primeiro ano com os Titans. Seus 12 touchdowns, dos quais 9 foram correndo e 3 de recepções, ficaram em sexto lugar entre os running backs da NFL em 2016. Além disso, em 13 de novembro de 2016, ele jogou um passe para touchdown para Delanie Walker. Ele foi nomeado para o seu terceiro Pro Bowl em 20 de dezembro de 2016, como resultado de sua temporada de sucesso com os Titans. Ele foi classificado em 33º por seus companheiros no NFL Top 100 Players de 2017.

#### Temporada de 2017
Ele fez seu último jogo da carreira na semana 16 contra o Los Angeles Rams. Ele teve 15 corridas para 48 jardas e um touchdown além de 11 jardas de recepção na derrota por 27-23. Ele perdeu o último jogo da temporada regular devido a uma lesão no joelho.
No geral, ele terminou a temporada de 2017 com 659 jardas e 6 touchdowns terrestres além de 39 recepções, 266 jardas e 1 touchdown.
Em 8 de Março de 2018, Murray foi dispensado pelos Titans.

### Aposentadoria
Em 13 de julho de 2018, Murray anunciou sua aposentadoria da NFL.

### Estatísticas da carreira

#### Temporada Regular
| Estatísticas da Carreira na NFL |           |           |           |          |          |          |          |          |           |           |           |           |           |         |          |
| Temporada                       | Temporada | Temporada | Temporada | Correndo | Correndo | Correndo | Correndo | Correndo | Recebendo | Recebendo | Recebendo | Recebendo | Recebendo | Fumbles | Fumbles  |
| Ano                             | Time      | JD        | JT        | Ten      | Jds      | Média    | Lng      | TD       | Rec       | Jds       | Média     | Lng       | TD        | Fum     | Perdidos |
| 2011                            | DAL       | 13        | 7         | 164      | 897      | 5,5      | 91E      | 2        | 26        | 183       | 7,0       | 18        | 0         | 1       | 0        |
| 2012                            | DAL       | 10        | 10        | 161      | 663      | 4,1      | 48       | 4        | 35        | 251       | 7,2       | 22        | 0         | 3       | 2        |
| 2013                            | DAL       | 14        | 14        | 217      | 1 121    | 5,2      | 43       | 9        | 53        | 350       | 6,6       | 22        | 1         | 3       | 1        |
| 2014                            | DAL       | 16        | 16        | 392      | 1 845    | 4,7      | 51       | 13       | 57        | 416       | 7,3       | 34        | 0         | 5       | 5        |
| 2015                            | PHI       | 15        | 8         | 193      | 702      | 3,6      | 54       | 6        | 44        | 322       | 7,3       | 44        | 1         | 2       | 2        |
| 2016                            | TEN       | 16        | 16        | 293      | 1 287    | 4,4      | 75E      | 9        | 53        | 377       | 7.1       | 35        | 3         | 3       | 1        |
| 2017                            | TEN       | 15        | 15        | 184      | 659      | 3,6      | 75E      | 6        | 39        | 266       | 6,8       | 18        | 1         | 1       | 1        |
| Carreira                        | Carreira  | 99        | 86        | 1 604    | 7 174    | 4,5      | 91       | 49       | 307       | 2 165     | 7,1       | 44        | 6         | 18      | 12       |

#### Pós-Temporada
| Estatísticas da Pós-Temporada |           |           |           |          |          |          |          |          |           |           |           |           |           |         |         |
| Temporada                     | Temporada | Temporada | Temporada | Correndo | Correndo | Correndo | Correndo | Correndo | Recebendo | Recebendo | Recebendo | Recebendo | Recebendo | Fumbles | Fumbles |
| Ano                           | Equipe    | JD        | JT        | Att      | Jds      | Média    | Gnl      | TD       | Rec       | Jds       | Média     | Gnl       | TD        | Fum     | Perdido |
| 2014                          | DAL       | 2         | 2         | 44       | 198      | 4,5      | 30       | 2        | 4         | 27        | 6,8       | 13        | 0         | 1       | 0       |
| Carreira                      | Carreira  | 2         | 2         | 44       | 198      | 4,5      | 30       | 2        | 4         | 27        | 6,8       | 13        | 0         | 1       | 0       |

### Recordes
- Novato do Mês (novembro de 2011)
- Novato da semana (Semana 7, de 2011)
- Finalista do prêmio de Novato do Ano da NFL AP (2011)
- Líder de jardas terrestres na NFL (2014)
- Jogador Ofensivo do Ano da NFL (2014)
- Líder de touchdowns terrestres na NFL (2014)
- 2x NFC Jogador Ofensivo do Mês (setembro e outubro de 2014)
- 6x FedEx Ground Jogador da Semana
- Segundo em jardas terrestres em um único jogo como novato na história da NFL
- Primeiro jogador na história da NFL a iniciar uma temporada com 8 jogos de 100 jardas terrestres
- 10º maior em jardas terrestres na história da NFL (único jogo)

#### Recordes dos Cowboys
- Mais jardas terrestres em um jogo (253, 10/23/2011)
- Mais jardas terrestres em um período de 3 jogos (466, em 2011)
- Mais jardas terrestre em uma temporada (1,845 em 2014)
- Mais jardas de scrimmage em uma temporada (2.261 em 2014)
- Mais jogos correndo para +100 jardas (12)
- Primeiro running back a correr para 1.000 ou mais jardas em uma temporada (2013) desde 2006
- Primeiro jogador a marcar 3 TDs em um jogo do Dia de Ação de Graças

## Carreira na TV
Em agosto de 2018, um mês depois de sua aposentadoria, Murray foi contratado como comentarista de futebol americano universitário da Fox Sports.

## Vida pessoal
Em 20 de junho de 2013, a atriz Heidi Mueller deu à luz o primeiro filho de DeMarco Murray, Savanna June. O casal anunciou o noivado em 19 de janeiro de 2015. Murray e Heidi também têm um filho, Parker Ray. 
Murray fundou a Fundação DeMarco Murray com a missão de proporcionar às famílias crianças gravemente enfermas e doentes um incentivo diário e experiências de mudança de vida.